# Von Scheven
von Scheven är ursprungligen tysk uradel från Marck i Westfalen. Fyra bröder von Scheven adlades den 22 juni 1719 och introducerades på Sveriges Riddarhus år 1723 som nr 1755.

## Kända medlemmar
- Johan Christian von Scheven
- Carl von Scheven